# Tipula hoogerwerfi
Tipula hoogerwerfi là một loài ruồi trong họ Ruồi hạc (Tipulidae). Chúng phân bố ở vùng Indomalaya.